# Abe Murdock
Orrice Abram Murdock Jr. dit Abe Murdock (18 juillet 1893 - 15 septembre 1975) est un homme politique américain, membre du Parti démocrate et sénateur des États-Unis pour l'État de l'Utah de 1941 à 1947.